# طلاق خوش
طلاق خوش (انگلیسی: The Gay Divorcee) فیلمی در ژانر موزیکال به کارگردانی مارک سندریچ است که در سال ۱۹۳۴ منتشر شد.

## بازیگران
- جینجر راجرز
- فرد آستر
- ادوارد اورت هورتون
- آلیس بردی
- بتی گریبل
- اریک رودس
- جیمی اوبری